# Spencer (bière)
Pour les articles homonymes, voir Spencer.
La Spencer était une bière trappiste, brassée par la communauté de l'abbaye Saint-Joseph établie à Spencer dans l'état du Massachusetts au nord-est des États-Unis.  Le 10 décembre 2013, elle a reçu l'autorisation de porter le logo Authentic Trappist Product.
C'était une des quatorze marques de bières trappistes dans le monde — dont onze portent le logo Authentic trappist product présent sur l'étiquette — et la seule bière trappiste non européenne.
En mai 2022, les moines de la brasserie indiquent arrêter totalement la production de leur bière mais celle-ci continuera à être vendue jusqu'à épuisement des stocks. La raison invoquée est la forte concurrence des bières artisanales alors que les religieux n’étaient pas disposés à investir davantage pour agrandir leur outil de production.

## Variétés
- Trappist Ale est une bière blonde titrant 6,5 % de volume d'alcool et commercialisée en bouteilles de 33 et 75 cl.
- Trappist Holiday Ale est une bière ambrée titrant 9 % de volume d'alcool
- Trappist Monk's Reserve Ale est une bière brune titrant 10,2 % de volume d'alcool
- Trappist Imperial Stout est une bière noire de type stout titrant 8,7 % de volume d'alcool
- Trappist India Pale Ale est une bière blonde titrant 7,2 % de volume d'alcool
- Trappist Feierabendbier est une bière blonde titrant 4,7 % de volume d'alcool
- Trappist Festive Lager est une bière blonde titrant 7,5 % de volume d'alcool